# ファウラー美術館
ファウラー美術館 通称: ファウラー (The Fowler) は、カリフォルニア大学ロサンゼルス校内にある美術館で、主な展示品としては、アフリカ・アジア・太平洋・南北アメリカの古代から現代までの文化芸術品がある。
ファウラー美術館では通常３−６ほどの展示会を主催しており、民族文化に関する講義、ミュージカルパフォーマンス、芸術ワークショップ、家族向けのプログラムや祭りなどの会場としても使われる。
カリフォルニア大学ロサンゼルス校ウェストウッドキャンパスの北側にファウラー美術館は位置しており、Royce HallやGlorya Kaufman Hallが隣接している。
この美術館は、カリフォルニア大学ロサンゼルス校 芸術・建築部の管轄の下運営されている。

## コレクションの一部

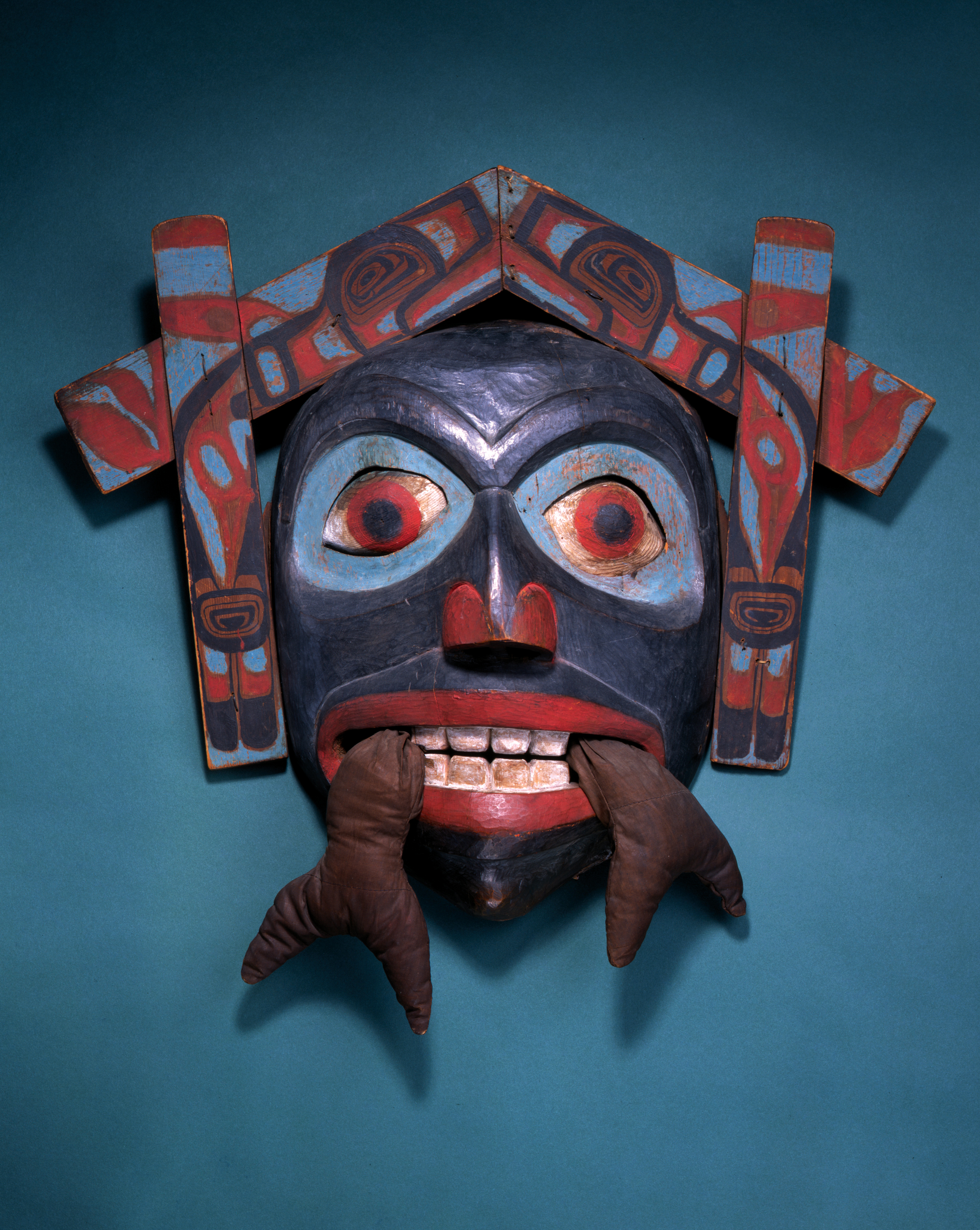
Chief’s Mask, Haida people, ブリティッシュコロンビア:カナダ, １９世紀,
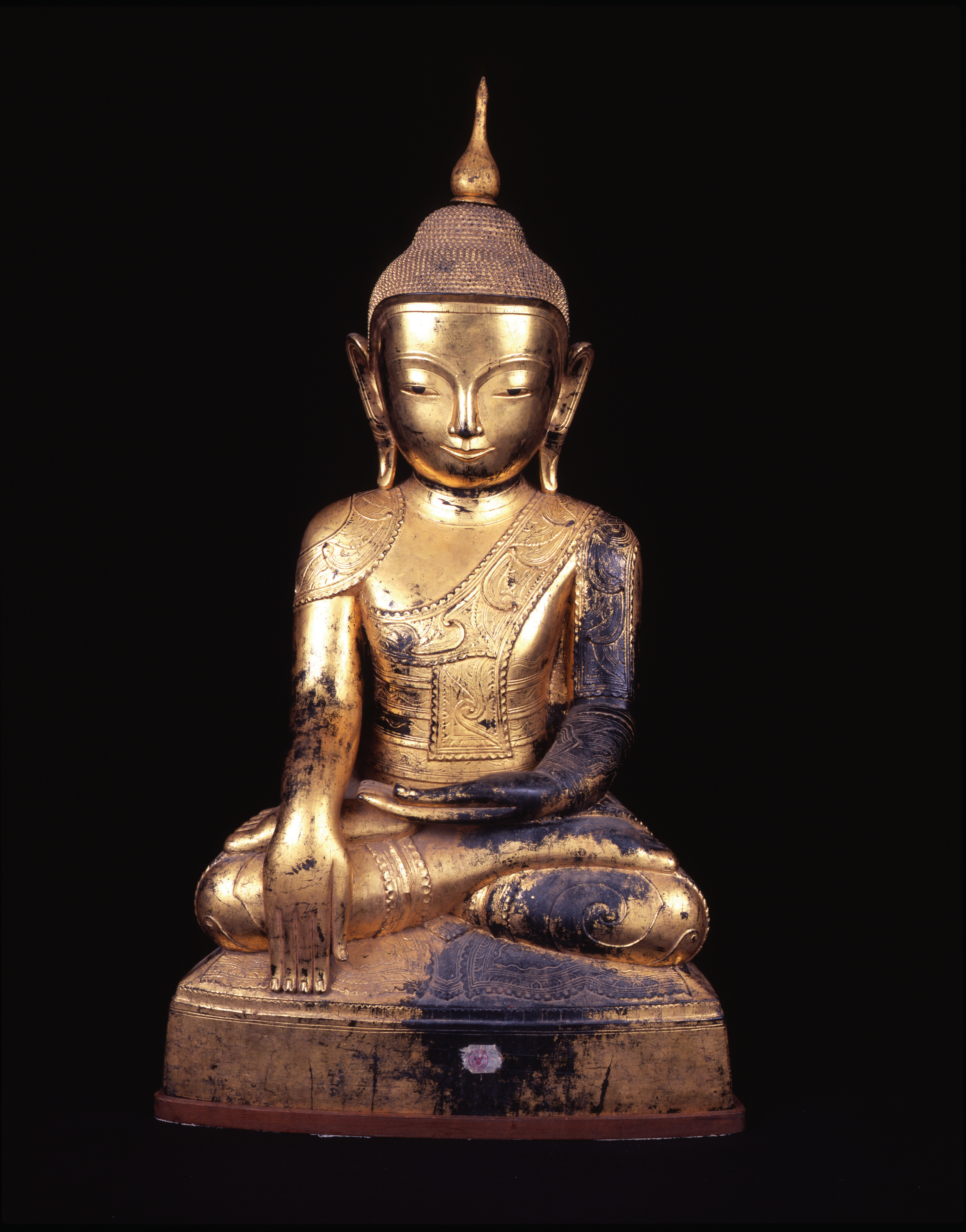
Buddha, Sagaing, ミャンマー, １７世紀
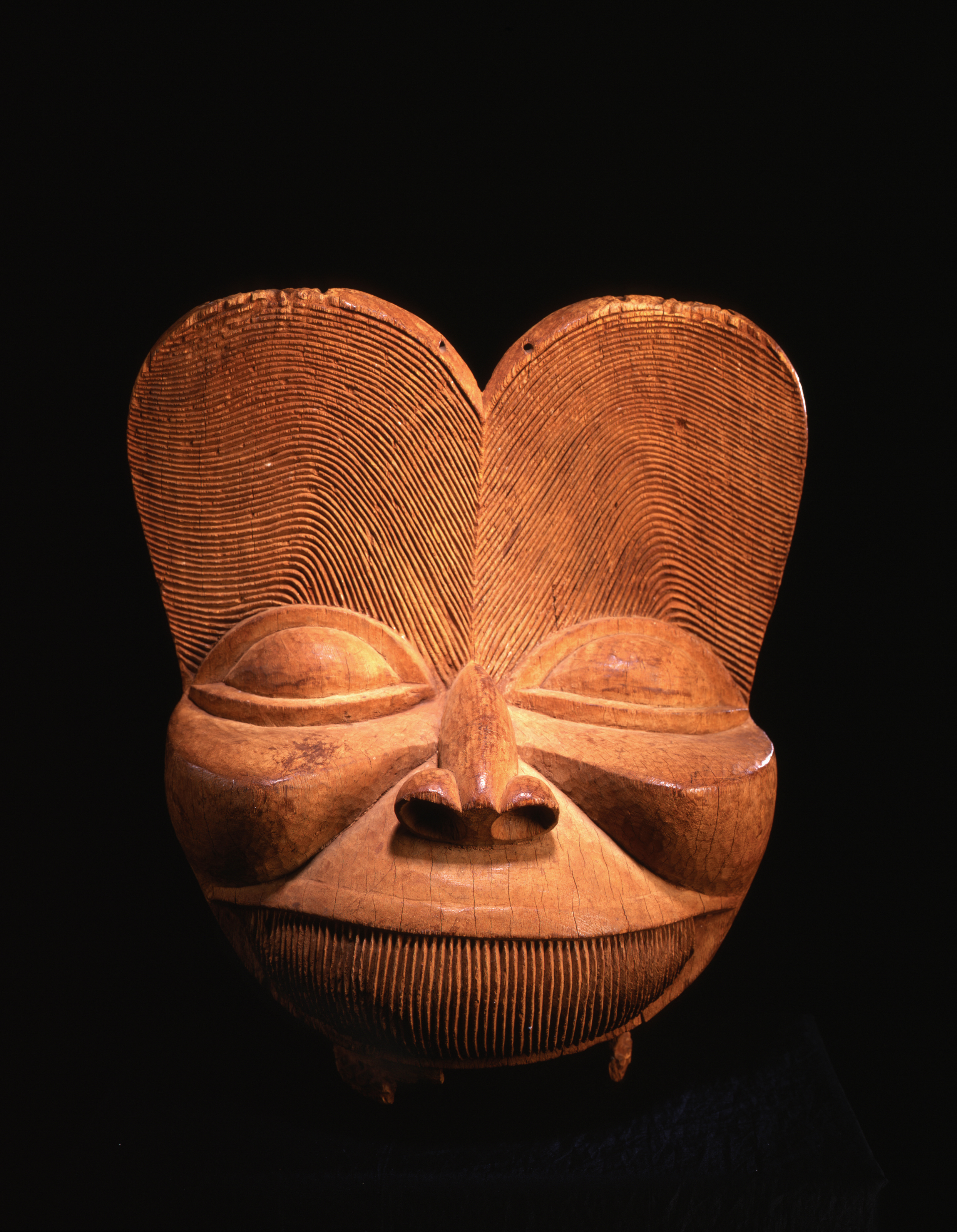
Mask (tsesah), Bamileke people, Bamendjo, カメルーン, １９世紀後半
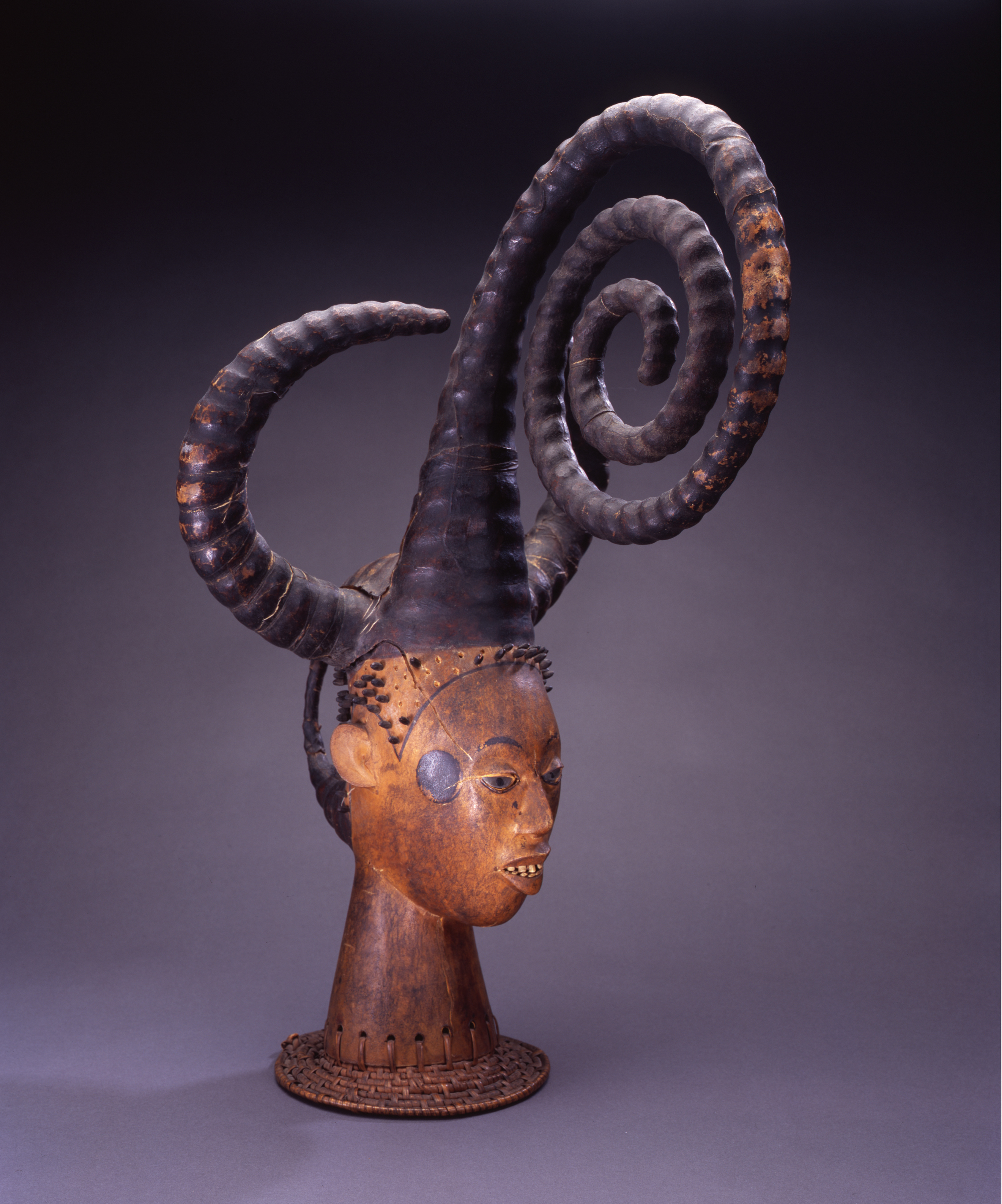
Headdress, Efut peoples, Calabar, ナイジェリア, １９世紀
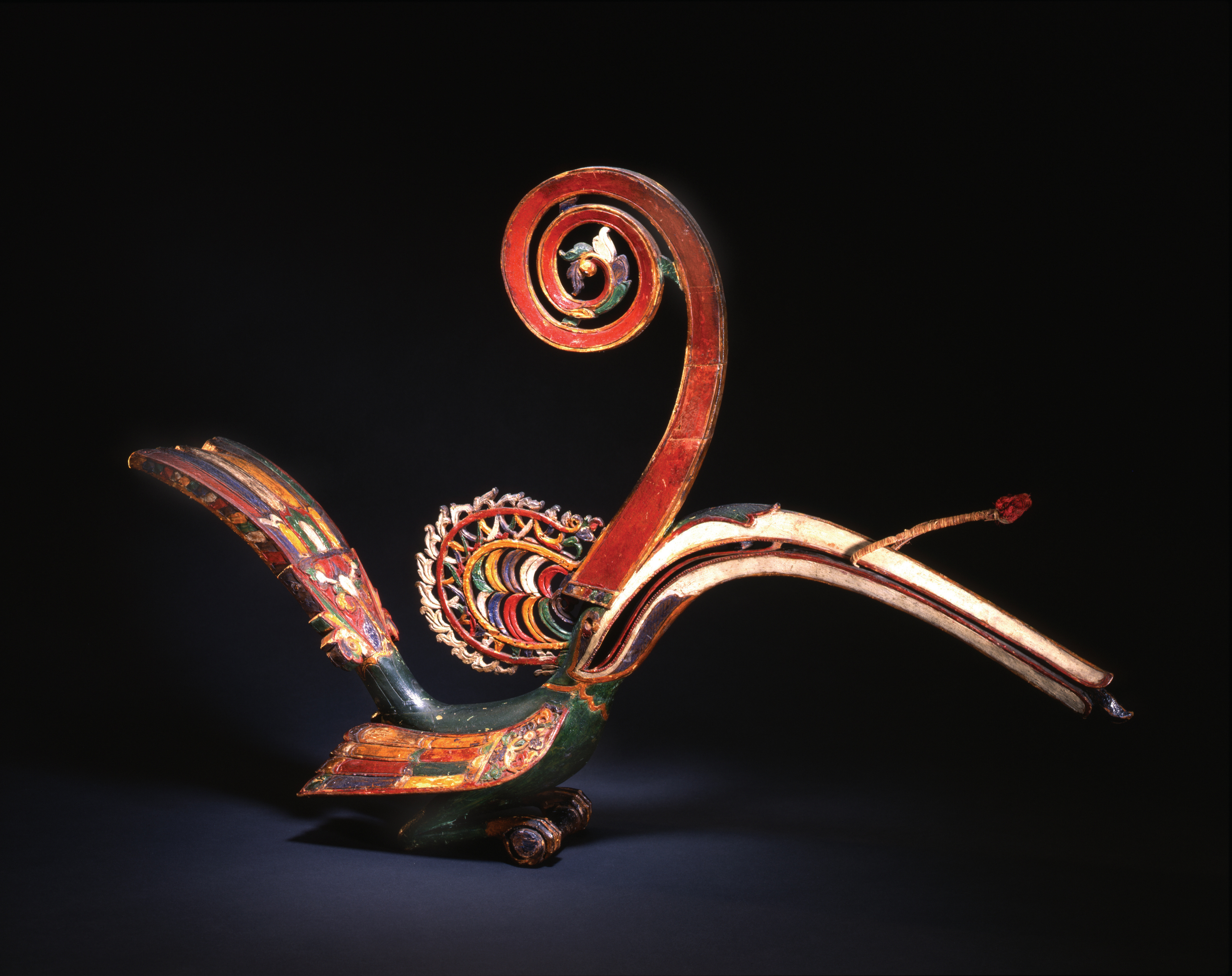
Hornbill figure, Iban, ボルネオ, １９世紀
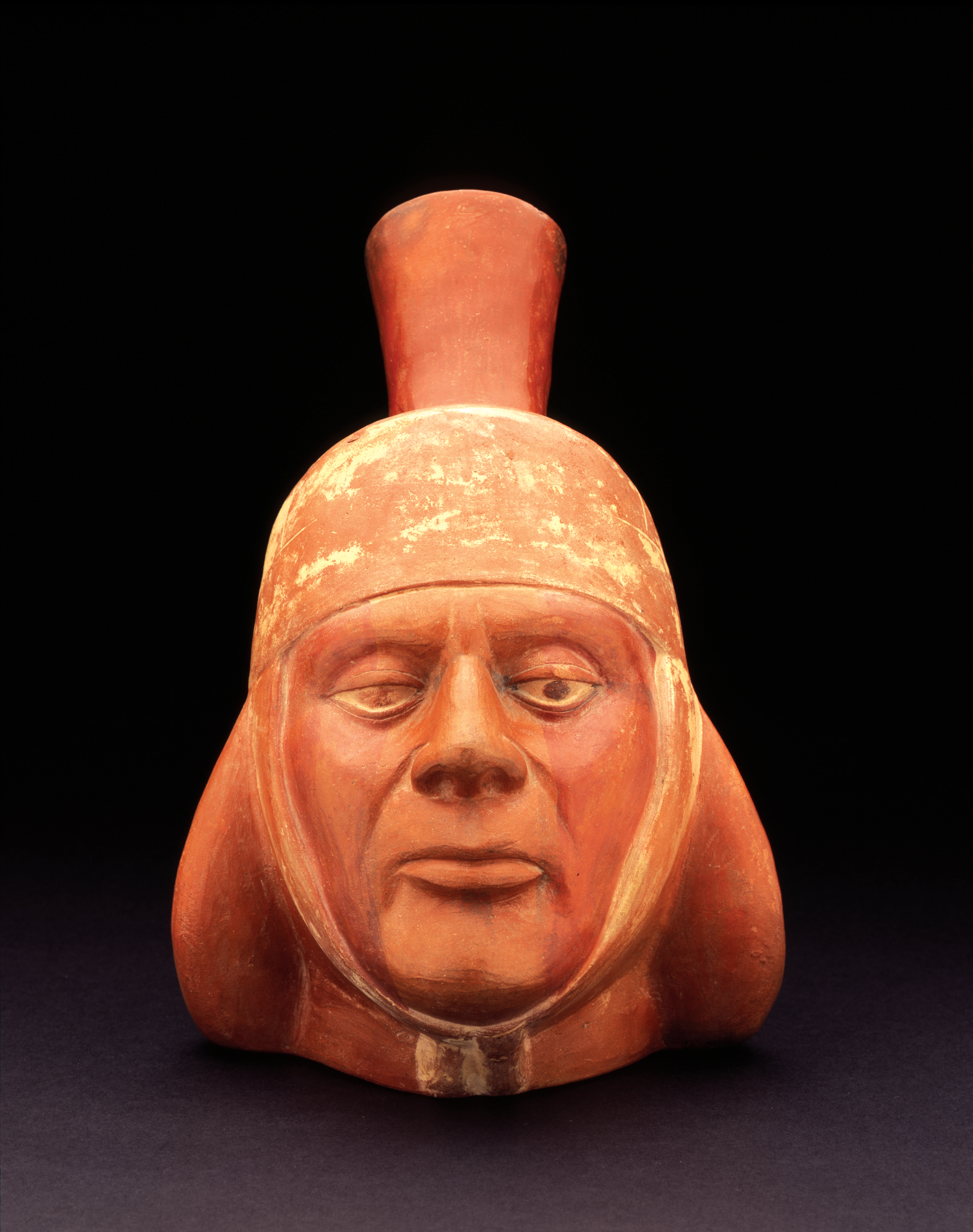
Portrait vessel, Moche style, ペルー北海岸,100–800 年代頃.
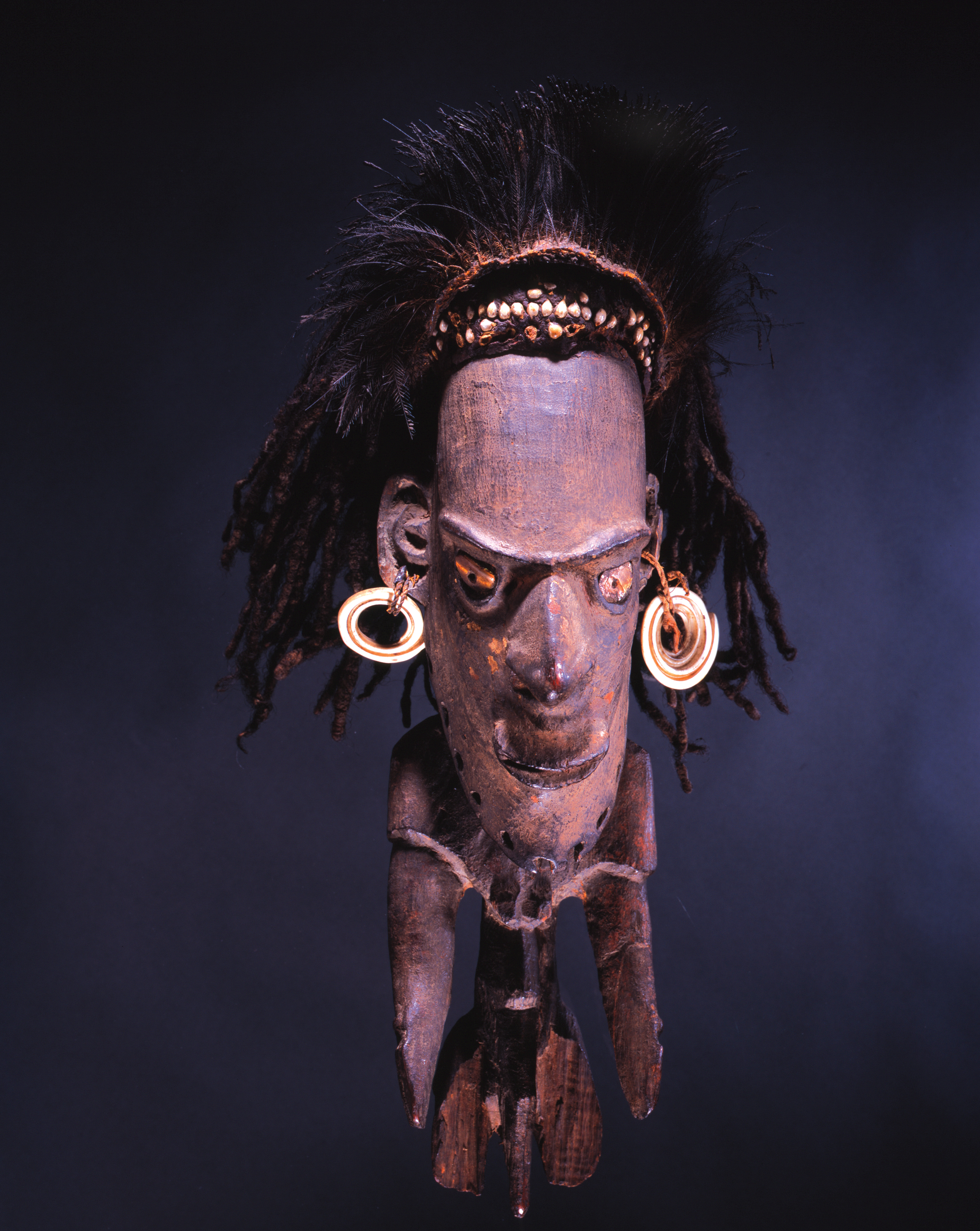
Ornament for a sacred flute, Mundugumor peoples, Yuat River, East Sepik Province, パプア・ニューギニア, １９世紀
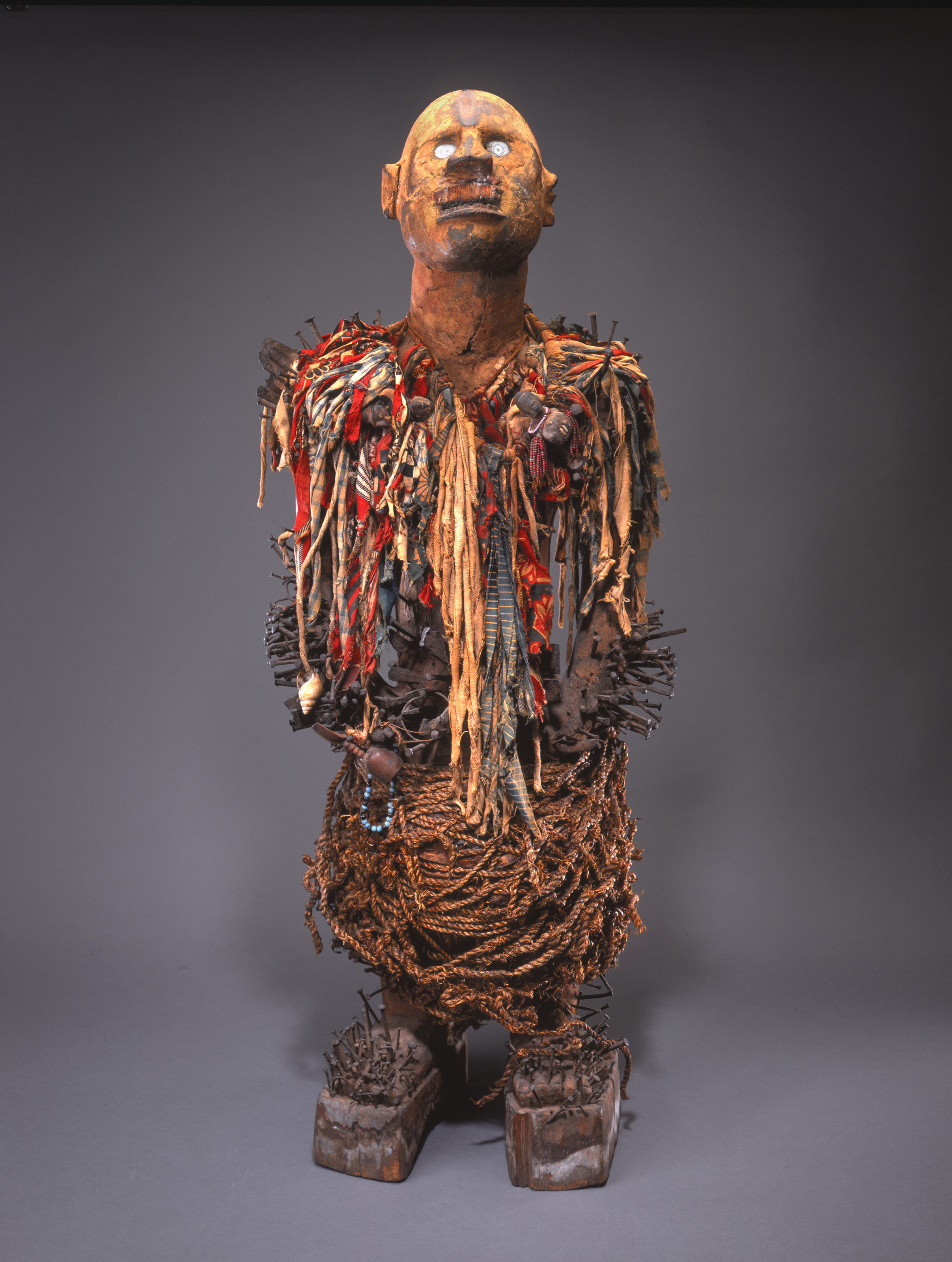
Power figure (nkisi nkondi), Yombe peoples, 今後民主共和国, １８−１９世紀
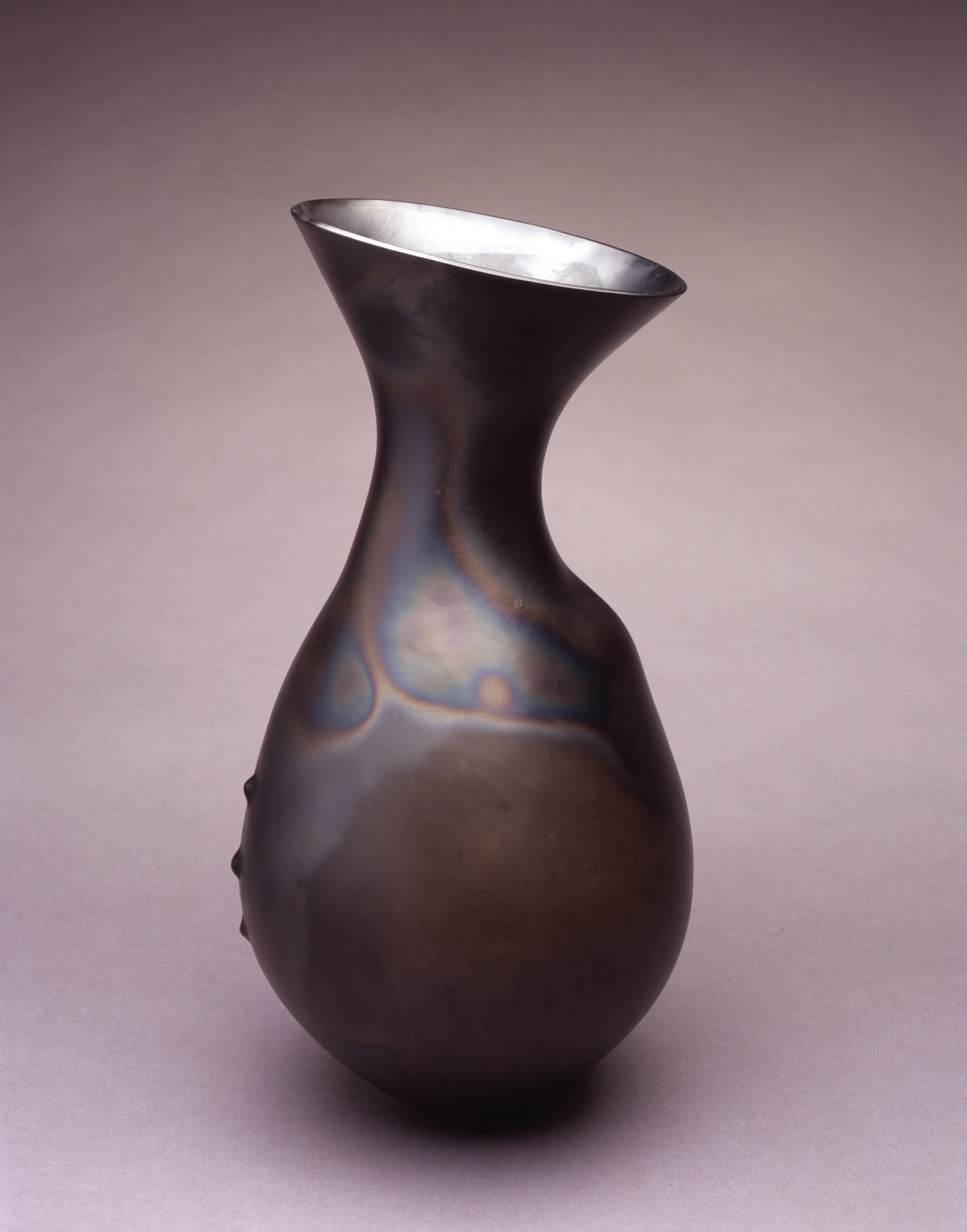
Ceramic, Magdalene Odundo, ケニア, 1950年頃
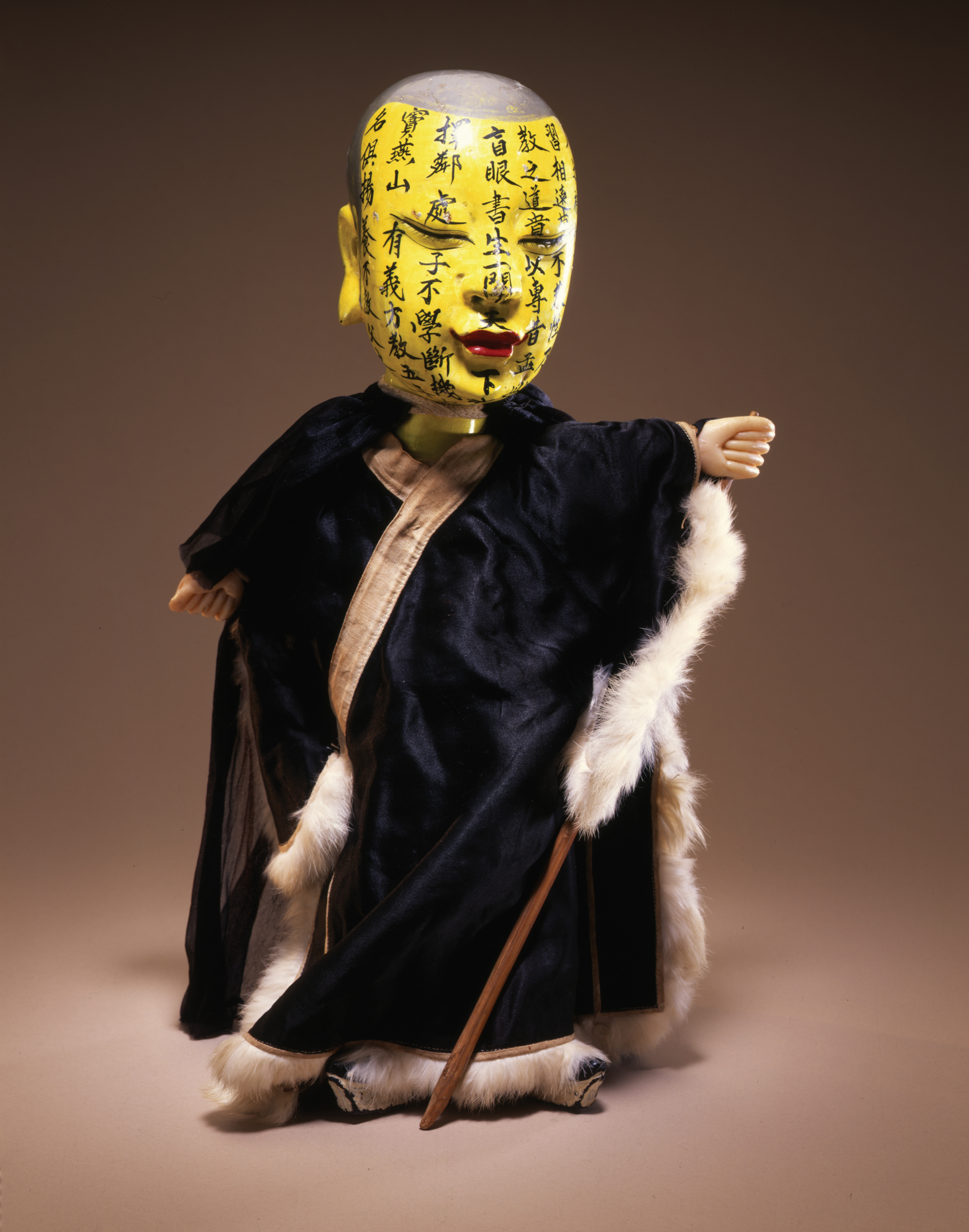
Hand puppet, the Blind Scholar, Chinese, 台湾, ２０世紀前半
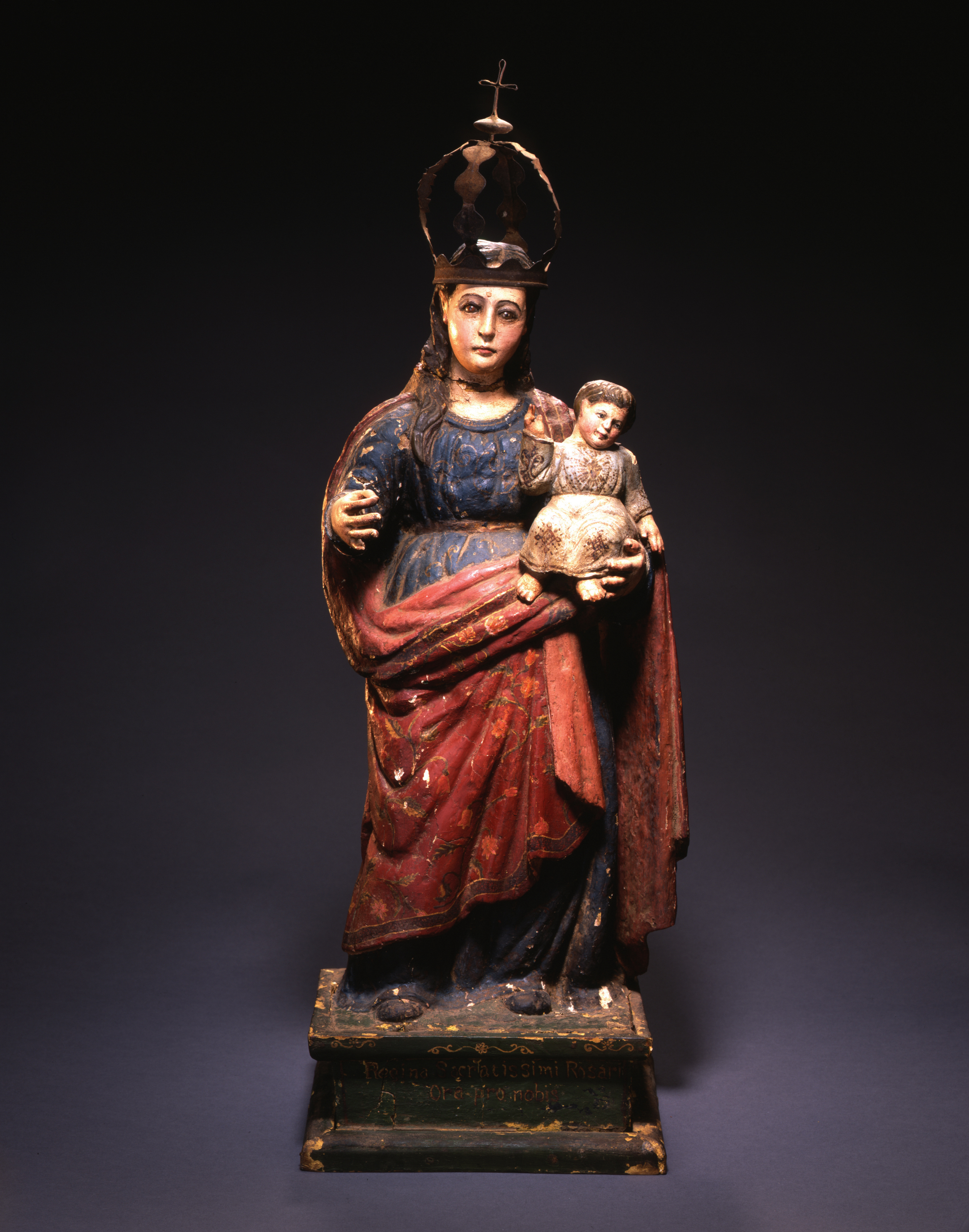
Santo, Virgin of the Rosary, グアテマラ, ２０世紀前半
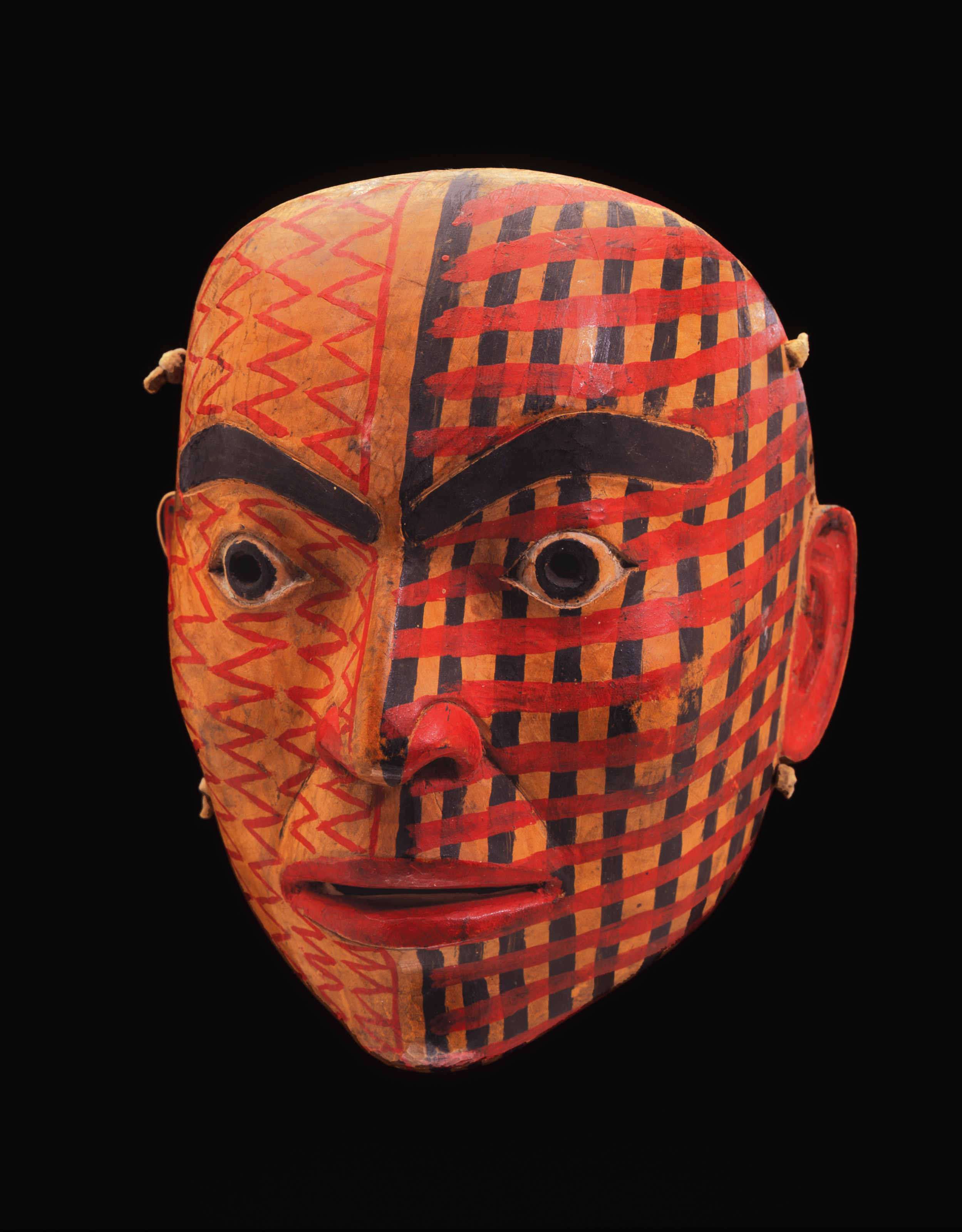
Mask (amiilk), Tsimshian peoples, ブリティッシュコロンビア:カナダ, １９世紀